# Stetten (Aargau)
Stetten is een gemeente en plaats in het Zwitserse kanton Aargau en maakt deel uit van het district Baden.
Stetten telt 1.951 inwoners.